# Goričani (Čačak)
Goričani (Servisch cyrillisch Горичани) is een plaats in de Servische gemeente Čačak. De plaats telt 780 inwoners (2002).